# Elytraria marginata
Elytraria marginata là một loài thực vật có hoa trong họ Ô rô. Loài này được Martin Henrichsen Vahl mô tả khoa học đầu tiên năm 1804.

## Phân bố
Miền tây nhiệt đới châu Phi tới Somali, Uganda và Angola. Du nhập vào Malaysia.